# Acentria
Acentria is een geslacht van vlinders van de familie van de grasmotten (Crambidae), uit de onderfamilie van de Acentropinae. De wetenschappelijke naam en de beschrijving van dit geslacht werden voor het eerst in 1829 gepubliceerd door James Francis Stephens.

## Soorten
- Acentria ephemerella (Denis & Schiffermüller, 1775) Duikermot